# Ribera de l'Albera
La Ribera de l'Albera és un curs d'aigua de la Catalunya del Nord, a la comarca del Vallespir. És l'eix vertebrador de la comuna de l'Albera, i just en el moment final toca el de les Cluses.
Es forma per l'adjunció del Còrrec dels Empordanesos i del Còrrec dels Cabirols just a ponent del Veïnat, i discorre pel terme comunal de l'Albera, que travessa totalment de llevant a ponent, fins que, en arribar al límit amb el terme de les Cluses rep el Còrrec dels Estanys per la dreta, i es forma la Roma.